# Musa juwiniana
Musa juwiniana är en enhjärtbladig växtart som beskrevs av Meekiong, Ipor och Cheksum Supiah Tawan. Musa juwiniana ingår i släktet bananer, och familjen bananväxter. Inga underarter finns listade i Catalogue of Life.